# Scodella

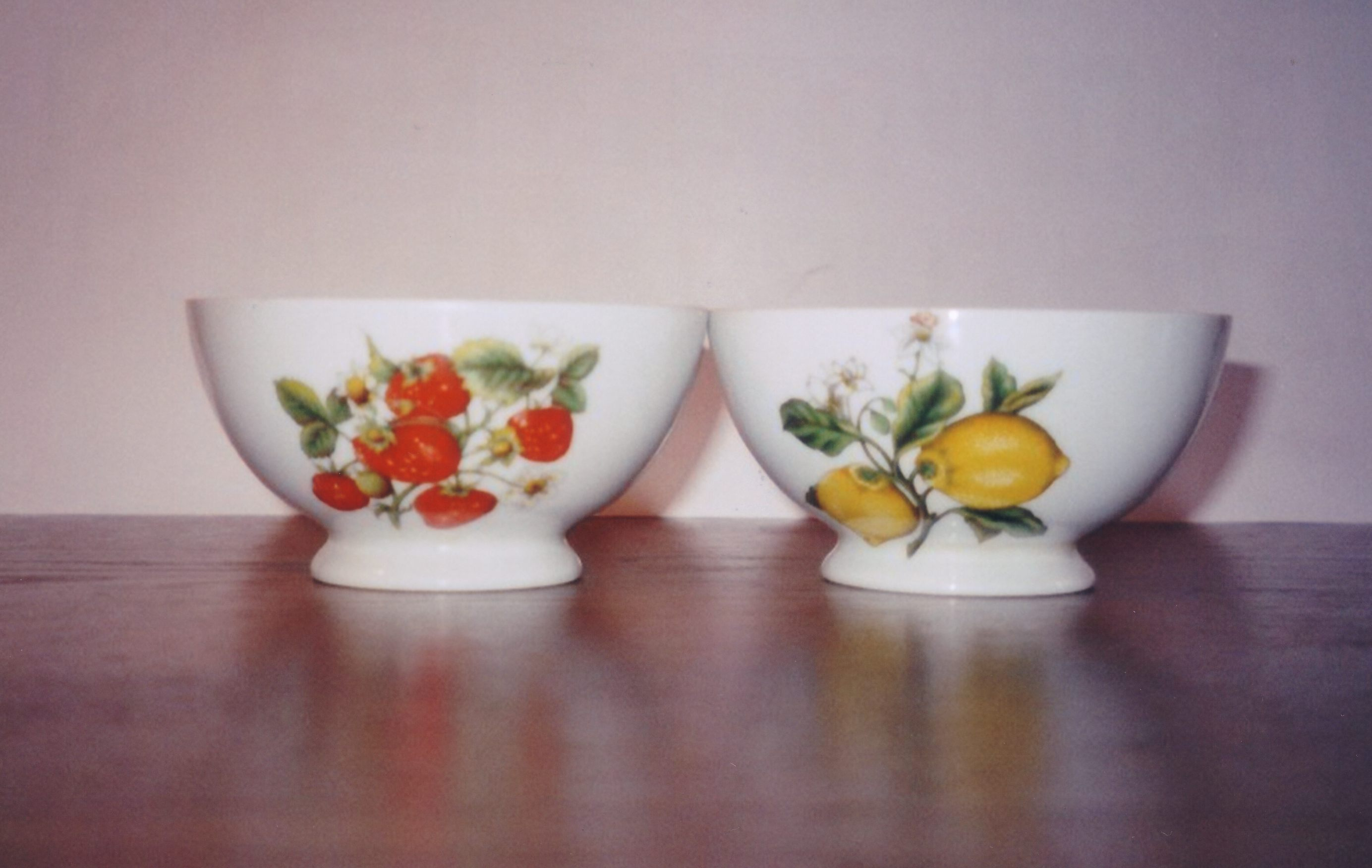
Scodelle decorate.

La scodella è una stoviglia di forma semisferica adatta a contenere liquidi. Il suo nome deriva dal latino scutella forse derivante da scutum scudo, più probabilmente diminutivo di scutra dal greco chytra contenitore di terra.

## Caratteristiche
Sua caratteristica è di non avere manico, alla base ha un rinforzo che fa da piede garantendone la stabilità. Materiale d'elezione è la ceramica e la porcellana, meno comuni vetro, metallo e legno. Quelle infrangibili sono realizzate in resina melamminica o materiale plastico, quelle usa e getta in plastica leggera.

## Utilizzo
La scodella era usata per la colazione con il caffellatte, per il pranzo con le minestre in brodo, nelle osterie per bere il vino, oggi meno comune perché soppiantata da tazze con manico e bicchieri in vetro anche se piccole tazze da vino in porcellana bianca sono ancora usate dagli appassionati.

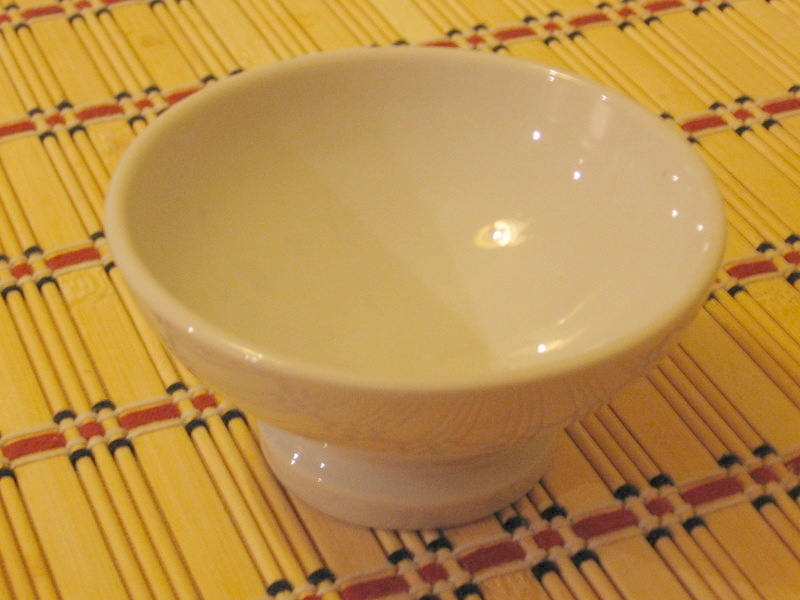
Scodella da vino
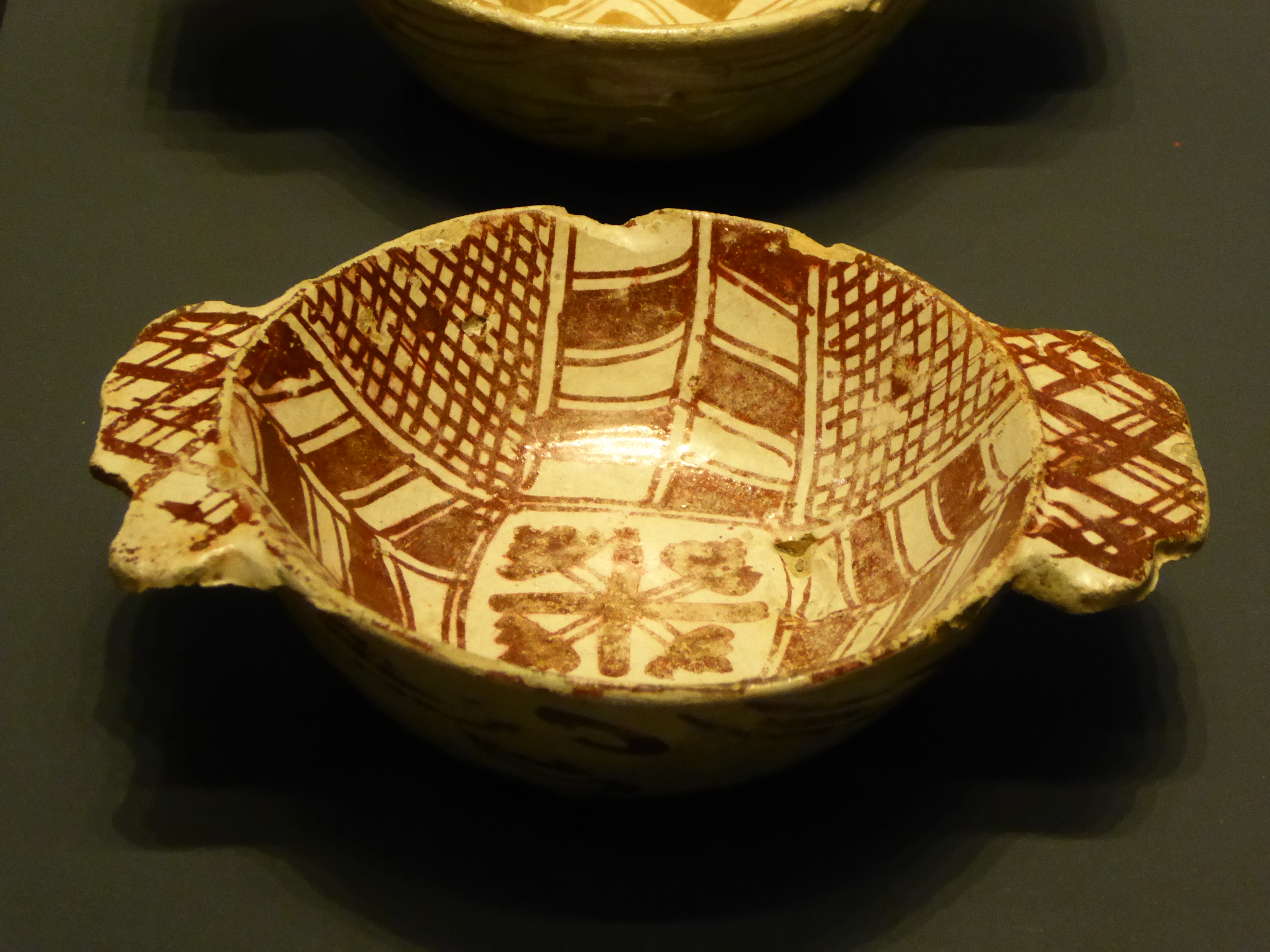
Scodella spagnola ornamentale del XVI secolo